# Ochsenkogel
Ochsenkogel är ett berg i Österrike.   Det ligger i distriktet Leoben och förbundslandet Steiermark, i den östra delen av landet, 140 km sydväst om huvudstaden Wien. Toppen på Ochsenkogel är 1 465 meter över havet, eller 36 meter över den omgivande terrängen. Bredden vid basen är 0,49 km.
Terrängen runt Ochsenkogel är huvudsakligen kuperad, men söderut är den bergig. Närmaste större samhälle är Leoben, 7,2 km norr om Ochsenkogel. 
I omgivningarna runt Ochsenkogel växer i huvudsak barrskog. Runt Ochsenkogel är det ganska tätbefolkat, med 120 invånare per kvadratkilometer.